# Mike Orlando
Mike Orlando (New York, 28 dicembre 1968) è un chitarrista statunitense.
È stato fondatore e membro degli Adrenaline Mob.

## Biografia
Il suo nome completo è Michael George Orlando.
Il suo primo album da solista, Sonic Stomp, interamente strumentale, è stato pubblicato nel 2006 seguito quattro anni dopo da Sonic Stomp II.
È stato tra i dieci finalisti del contesto Guitar Superstar of the Year del 2008 promosso dalla rivista Guitar Player. Ha suonato con Zakk Wylde e Bumblefoot. Tra il 2009 e il 2010 ha effettuato il Sonic Stomp Tour, con date sold out in Cina e Giappone.
Nel 2010, ha formato gli Adrenaline Mob con il cantante dei Symphony X, Russell Allen.
È stato nel 2016 per breve tempo membro del gruppo brasiliano Noturnall, composto da membri degli Shaman e degli Hangar, e quindi il batterista degli Angra Aquiles Priester.
Nel luglio 2017 è stato seriamente ferito nell'incidente che ha coinvolto gli Adrenaline Mob e che ha provocato la morte del bassista David Zablidowsky e della tour manager Janet Rains.
Nel dicembre 2017 ha formato gli Stereo Satellite con Jordan Cannata (batteria), John Moyer (basso) ed il cantante dei Rock Star Supernova Lukas Rossi.
Nel 2019 ha pubblicato un album dal vivo, Sonic Stomp Live .
Nel 2020 ha formato con la cantante spagnola Ailyn (ex Sirenia) come voce solista e lui come chitarrista e voce, il gruppo hard rock/metal Her Chariot Awaits, con l'album omonimo, di cui è anche produttore.

## Strumentazione
Mike Orlando usa amplificatori Marshall e chitarre elettriche Vigier, con gli Adrenaline Mob chitarre Charvel.

## Discografia

### Da solista
- 2006 – Sonic Stomp
- 2010 – Sonic Stomp II
- 2019 - Sonic Stomp Live

### Con gli Her Chariot Awaits
- 2020 - Her Chariot Awaits (con Ailyn)

### Con gli Adrenaline Mob
Album in studio
- 2012 – Omertà
- 2014 – Men of Honor
- 2017 – We the People

EP
- 2011 – Adrenaline Mob
- 2013 – Covertà
- 2015 – Dearly Departed